# Arve Isdal

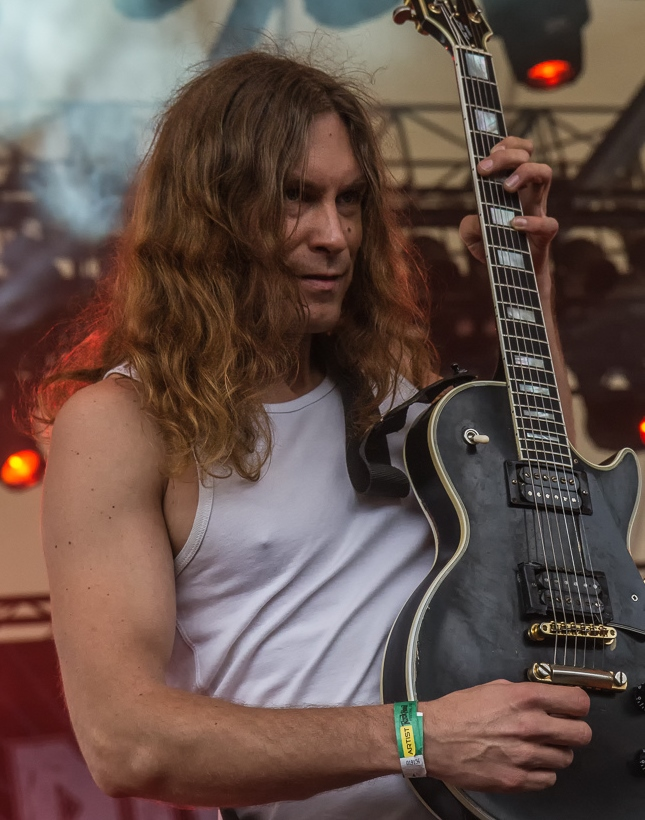
Arve Isdal live 2013

Arve Isdal (* 28. August 1977 in Bergen), auch bekannt unter seinem Pseudonym Ice Dale, ist ein norwegischer Gitarrist. Er ist unter anderem Mitglied der Bands Enslaved und Audrey Horne. Neben weiteren Bands ist er auch als Musikproduzent tätig.

## Werdegang
Ursprünglich wollte Isdal Schlagzeuger werden und begann auf einem selbst gebastelten Kit zu spielen. Über seinen Vater, der selber Gitarrist war, kam er zur Gitarre und spielte nach Gehör Lieder von Kiss und Guns N’ Roses nach. Zu seinen musikalischen Einflüssen gehören Hard-Rock-Bands der 1970er Jahre wie Kiss, Deep Purple, Led Zeppelin und Black Sabbath. Erst Mitte der 1990er Jahre kam er zum Extreme Metal. Isdal machte seine ersten musikalischen Erfahrungen mit der Black-Metal-Band Malignant Eternal, auf dessen letzten Album Alarm er spielte. Nach der Auflösung der Band wurde er 2002 Mitglied bei Enslaved, mit der er viermal den Spellemannprisen in der Kategorie Metal gewann.
Gleichzeitig startete er mit einigen Freunden aus Spaß die Hard-Rock-Band Audrey Horne. Das Debütalbum der Band No Hay Banda wurde mit dem Spellemannprisen ausgezeichnet. Auf Audrey Hornes zweitem Album Le Fol spielte Isdal den Bass ein. Bei Audrey Horne nimmt Isdal die Rolle des Hauptsongwriters ein. Im Jahre 2006 produzierte Isdal das Debütalbum Between Two Worlds des vom Immortal-Sänger „Abbath“ gegründeten Projektes I. Hier ist Isdal ebenfalls als Gitarrist zu hören. Heute konzentriert sich Isdal auf die Bands Audrey Horne und Enslaved. Nebenbei spielte er noch auf Alben der Bands Bourbon Flame, Ov Hell und Trinacria.
Bei den Metal Hammer Awards 2016 wurde Isdal in der Kategorie God of Riffs nominiert. Der Preis ging jedoch an Phil Campbell von der Band Motörhead.

## Diskografie
| mit Audrey Horne mit Bourbon Flame - 2007: Bourbon Flame mit Demonaz - 2011: March of the Norse | mit Enslaved - 2003: Below the Lights - 2004: Isa - 2006: Ruun - 2008: Vertebrae - 2010: Axioma Ethica Odini - 2012: RIITIIR - 2015: In Times - 2017: E - 2020: Utgard - 2023: Heimdal | mit I - 2006: Between Two Worlds mit Maglinant Eternal - 1999: Alarm mit Ov Hell - 2010: The Underworld Regime mit Trinacria - 2008: Travel Through Journey Infinitely |